# Championnat de Gibraltar de football 2019-2020
Navigation
Saison 2018-2019 Saison 2020-2021
La saison 2019-2020 de la National League est la cent-dix-septième édition de la première division gibraltarienne. Organisée par la Gibraltar Football Association, elle est programmée du 12 août 2019 au 24 mai 2020.
Cette édition voit une profonde réorganisation des compétitions gibraltariennes, dont la principale conséquence est la disparition de la deuxième division, qui est fusionnée avec le premier échelon au sein d'une division unique de douze équipes (seize à l'origine), tandis qu'une organisation en deux phases est également mise en place. L'intégralité des matchs se déroulent au Victoria Stadium.
En fin de saison, le premier au classement est sacré champion de Gibraltar et se qualifie pour le premier tour de qualification de la Ligue des champions 2020-2021 tandis que le deuxième du championnat et le vainqueur de la Coupe de Gibraltar 2019-2020 se qualifient pour le tour préliminaire de la Ligue Europa 2020-2021, la place de la Coupe pouvant être reversée à la troisième place si le vainqueur s'est déjà qualifié pour une compétition européenne d'une autre manière. Aucune équipe n'est reléguée au terme de l'exercice.
Suspendu le 14 mars 2020 en raison de la pandémie de Covid-19, le championnat est définitivement arrêté le 1er mai 2020 et les places européennes distribuées selon le classement arrêté. La fédération de football de Gibraltar annonce le 7 mai suivant que le titre de champion n'est pas attribué pour cette édition.

## Équipes participantes
Un total de douze équipes prennent part à la compétition, huit d'entre elles étant déjà présentes la saison précédente, auxquelles s'ajoutent quatre équipes ayant pris part à la deuxième division dans le même temps. Quatre autres équipes, Gibraltar Phoenix, Gibraltar United, le Leo FC et l'Olympique 13 auraient également dû prendre part à la compétition mais se sont retirées peu avant le début de la saison ou après les premières rencontres,,.
En plus de sa participation au championnat, le Lincoln Red Imps prend également part à la Ligue des champions 2019-2020 tandis que l'Europa FC et le Saint Joseph's FC participent quant à eux à la Ligue Europa 2019-2020.
Légende des couleurs
- Tour préliminaire de la Ligue des champions 2019-2020
- Tour préliminaire de la Ligue Europa 2019-2020
- Promu de deuxième division 2018-2019

| Club                   | Classement 2018-2019 |
| ---------------------- | -------------------- |
| Lincoln Red Imps       | 1er                  |
| Europa FC              | 2e                   |
| Saint Joseph's FC      | 3e                   |
| Mons Calpe SC          | 4e                   |
| Lynx FC                | 7e                   |
| Glacis United          | 8e                   |
| Lions Gibraltar        | 9e                   |
| Boca Juniors Gibraltar | 10e                  |
| Bruno's Magpies        | 1er (D2)             |
| Europa Point           | 2e (D2)              |
| Manchester 62          | 4e (D2)              |
| College 1975           | 5e (D2)              |

## Compétition

### Format et règlement
Douze équipes prennent part à la compétition. Dans un premier temps, chacune d'entre elles s'affronte une fois pour un total de onze matchs disputés pour chacune. Au terme de cette première phase, le championnat est divisé en deux groupes réunissant pour l'un les six premiers, afin de déterminer le vainqueur de la compétition et les qualifications en coupe d'Europe, et pour l'autre les six derniers servant à désigner le vainqueur du Challenge Trophy tandis que les deux premiers de la poule sont exemptés d'un tour dans la coupe nationale pour la saison suivante. Les statistiques de la première phase sont conservées lors de la deuxième et les équipes s'affrontent cette fois à deux reprises, pour un total cumulé de 22 matchs joués pour chacune à la fin de la saison
Le premier au classement à l'issue de la saison est désigné champion de Gibraltar et se qualifie pour la Supercoupe, où il affronte soit le vainqueur de la Coupe de Gibraltar, soit son dauphin en championnat s'il a également remporté la coupe. Du fait de l'inexistence d'une deuxième division, aucune équipe n'est reléguée au terme de la saison.
Tous les matchs sont joués au Victoria Stadium de Gibraltar. Une victoire rapporte trois points, un match nul un point tandis qu'une défaite n'en apporte aucun. Les critères de départage des équipes sont d'abord le nombre de points inscrits, suivi des résultats lors des confrontations directes entre les équipes à égalité.
Le vainqueur du championnat obtient également une place pour le premier tour de qualification de la Ligue des champions 2020-2021, tandis que son dauphin est qualifié pour le tour préliminaire de la Ligue Europa 2020-2021, accompagné soit du vainqueur de la Coupe soit du troisième en championnat si celui-ci s'est déjà qualifié pour une compétition européenne d'une autre façon.

### Première phase
| \| Rang \| Équipe \| Pts \| J \| G \| N \| P \| Bp \| Bc \| Diff \| \| ---- \| ---------------------- \| --- \| -- \| -- \| - \| -- \| -- \| -- \| ---- \| \| 1 \| Europa FC \| 31 \| 11 \| 10 \| 1 \| 0 \| 58 \| 8 \| +50 \| \| 2 \| Saint Joseph's FC \| 29 \| 11 \| 9 \| 2 \| 0 \| 43 \| 5 \| +38 \| \| 3 \| Lincoln Red Imps T \| 27 \| 11 \| 8 \| 0 \| 2 \| 48 \| 9 \| +39 \| \| 4 \| Lynx FC \| 23 \| 11 \| 7 \| 2 \| 2 \| 28 \| 11 \| +17 \| \| 5 \| Bruno's Magpies P \| 18 \| 11 \| 6 \| 0 \| 5 \| 22 \| 21 \| +1 \| \| 6 \| Lions Gibraltar \| 15 \| 11 \| 4 \| 3 \| 4 \| 22 \| 25 \| -3 \| \| 7 \| Mons Calpe SC \| 14 \| 11 \| 4 \| 2 \| 5 \| 24 \| 27 \| -3 \| \| 8 \| Manchester 62 P \| 10 \| 11 \| 3 \| 1 \| 7 \| 10 \| 29 \| -19 \| \| 9 \| Boca Juniors Gibraltar \| 9 \| 11 \| 2 \| 3 \| 6 \| 16 \| 29 \| -13 \| \| 10 \| Europa Point P \| 8 \| 11 \| 2 \| 2 \| 7 \| 12 \| 25 \| -13 \| \| 11 \| Glacis United \| 6 \| 11 \| 2 \| 0 \| 9 \| 15 \| 47 \| -32 \| \| 12 \| College 1975 P \| 0 \| 11 \| 0 \| 0 \| 11 \| 5 \| 67 \| -62 \| | Qualifications - 1er à 8e : Groupe pour le titre - 9e à 15e : Groupe Challenge Abréviations - T : Tenant du titre - C : Vainqueur de la Rock Cup 2019-2020 - S : Vainqueur de la Pepe Reyes Cup 2019-2020 - P : Promu de Second Division 2018-2019 |     |    |    |   |    |    |    |      |
| Rang | Équipe | Pts | J  | G  | N | P  | Bp | Bc | Diff |
| 1 | Europa FC | 31  | 11 | 10 | 1 | 0  | 58 | 8  | +50  |
| 2 | Saint Joseph's FC | 29  | 11 | 9  | 2 | 0  | 43 | 5  | +38  |
| 3 | Lincoln Red Imps T | 27  | 11 | 8  | 0 | 2  | 48 | 9  | +39  |
| 4 | Lynx FC | 23  | 11 | 7  | 2 | 2  | 28 | 11 | +17  |
| 5 | Bruno's Magpies P | 18  | 11 | 6  | 0 | 5  | 22 | 21 | +1   |
| 6 | Lions Gibraltar | 15  | 11 | 4  | 3 | 4  | 22 | 25 | -3   |
| 7 | Mons Calpe SC | 14  | 11 | 4  | 2 | 5  | 24 | 27 | -3   |
| 8 | Manchester 62 P | 10  | 11 | 3  | 1 | 7  | 10 | 29 | -19  |
| 9 | Boca Juniors Gibraltar | 9   | 11 | 2  | 3 | 6  | 16 | 29 | -13  |
| 10 | Europa Point P | 8   | 11 | 2  | 2 | 7  | 12 | 25 | -13  |
| 11 | Glacis United | 6   | 11 | 2  | 0 | 9  | 15 | 47 | -32  |
| 12 | College 1975 P | 0   | 11 | 0  | 0 | 11 | 5  | 67 | -62  |

### Deuxième phase
Classements au moment de l'arrêt de la compétition le 12 mars 2020.

#### Groupe pour le titre
| \| Rang \| Équipe \| Pts \| J \| G \| N \| P \| Bp \| Bc \| Diff \| \| ---- \| ------------------ \| --- \| -- \| -- \| - \| -- \| -- \| -- \| ---- \| \| 1 \| Europa FC \| 49 \| 17 \| 16 \| 1 \| 0 \| 85 \| 9 \| +76 \| \| 2 \| Saint Joseph's FC \| 44 \| 17 \| 14 \| 2 \| 1 \| 58 \| 15 \| +43 \| \| 3 \| Lincoln Red Imps T \| 39 \| 17 \| 12 \| 0 \| 4 \| 68 \| 15 \| +53 \| \| 4 \| Lynx FC \| 29 \| 17 \| 9 \| 2 \| 6 \| 37 \| 30 \| +7 \| \| 5 \| Bruno's Magpies P \| 21 \| 17 \| 7 \| 0 \| 10 \| 29 \| 41 \| -12 \| \| 6 \| Lions Gibraltar \| 15 \| 17 \| 4 \| 3 \| 10 \| 30 \| 55 \| -25 \| | Qualifications européennes - 1er : Premier tour de qualification de la Ligue des champions 2020-2021 - C et 2e : Tour préliminaire de la Ligue Europa 2020-2021 |     |    |    |   |    |    |    |      |
| Rang | Équipe | Pts | J  | G  | N | P  | Bp | Bc | Diff |
| 1 | Europa FC | 49  | 17 | 16 | 1 | 0  | 85 | 9  | +76  |
| 2 | Saint Joseph's FC | 44  | 17 | 14 | 2 | 1  | 58 | 15 | +43  |
| 3 | Lincoln Red Imps T | 39  | 17 | 12 | 0 | 4  | 68 | 15 | +53  |
| 4 | Lynx FC | 29  | 17 | 9  | 2 | 6  | 37 | 30 | +7   |
| 5 | Bruno's Magpies P | 21  | 17 | 7  | 0 | 10 | 29 | 41 | -12  |
| 6 | Lions Gibraltar | 15  | 17 | 4  | 3 | 10 | 30 | 55 | -25  |

#### Groupe Challenge
| \| Rang \| Équipe \| Pts \| J \| G \| N \| P \| Bp \| Bc \| Diff \| \| ---- \| ---------------------- \| --- \| -- \| -- \| - \| -- \| -- \| -- \| ---- \| \| 7 \| Mons Calpe SC \| 33 \| 18 \| 10 \| 3 \| 5 \| 49 \| 29 \| +20 \| \| 8 \| Europa Point P \| 25 \| 18 \| 7 \| 4 \| 7 \| 35 \| 38 \| -3 \| \| 9 \| Manchester 62 P \| 19 \| 18 \| 6 \| 1 \| 11 \| 21 \| 49 \| -28 \| \| 10 \| Boca Juniors Gibraltar \| 16 \| 17 \| 4 \| 4 \| 9 \| 30 \| 45 \| -15 \| \| 11 \| Glacis United \| 10 \| 17 \| 3 \| 1 \| 13 \| 21 \| 56 \| -35 \| \| 12 \| College 1975 P \| 1 \| 18 \| 0 \| 1 \| 17 \| 18 \| 99 \| -81 \| | - 7e : Vainqueur du Challenge Trophy |     |    |    |   |    |    |    |      |
| Rang | Équipe                               | Pts | J  | G  | N | P  | Bp | Bc | Diff |
| 7 | Mons Calpe SC                        | 33  | 18 | 10 | 3 | 5  | 49 | 29 | +20  |
| 8 | Europa Point P                       | 25  | 18 | 7  | 4 | 7  | 35 | 38 | -3   |
| 9 | Manchester 62 P                      | 19  | 18 | 6  | 1 | 11 | 21 | 49 | -28  |
| 10 | Boca Juniors Gibraltar               | 16  | 17 | 4  | 4 | 9  | 30 | 45 | -15  |
| 11 | Glacis United                        | 10  | 17 | 3  | 1 | 13 | 21 | 56 | -35  |
| 12 | College 1975 P                       | 1   | 18 | 0  | 1 | 17 | 18 | 99 | -81  |